# Fair Labor Association
Die Fair Labor Association (FLA) ist eine Nichtregierungsorganisation mit Sitz in Washington, D.C., USA. Sie ist eine Non-Profit-Organisation nach § 501(c)(3) Title 26 ofdes United States Code.
Die FLA ist ein Zusammenschluss von Universitäten, Nichtregierungsorganisationen und Unternehmen und verfolgt das Ziel, Arbeitsrecht und Arbeitsbedingungen weltweit zu verbessern. Zu den Mitgliedern zählen unter anderem Adidas, Apple, H&M, Nestlé und Puma.

## Geschichte
Die FLA wurde nach einer Initiative mehrerer Bekleidungs- sowie Schuhhersteller und Bill Clintons 1999 gegründet. 1996 gab es ein erstes Treffen dieser Parteien sowie Arbeiter-, Religions-, Verbraucher- und Menschenrechtsgruppen im Weißen Haus, nachdem mehrere Skandale wegen Kinderarbeit und schlechter Arbeitsbedingungen die Brachen erschüttert hatten. Man einigte sich darauf, Schritte zur Verbesserung von Arbeitsbedingungen weltweit zu unternehmen und eine unabhängige Kommission zu gründen, die Berichte schreiben sollte, die die Kaufentscheidungen erleichtern sollten, und die ein besonderes Augenmerk auf Arbeitsbedingungen haben sollte. Mit der Unterstützung der AIP gelang es schließlich 1999, eine Organisation für diese vereinbarten Aufgaben zu gründen. Schlussendlich handelt es sich um eine Zusammenarbeit von Unternehmen, Organisationen der Zivilgesellschaft, Hochschulen und Universitäten.
Von 2001 bis 2013 war Auret van Heerden Präsident der FLA. Während dieser Zeit gab er die allgemeine strategische und politische Richtung der FLA vor. Er arbeitete im Bereich der Befürwortungs- und Öffentlichkeitsarbeit und führte eine Reihe von Sonderprojekten durch, um den Verhaltenskodex der Organisation zu stärken und ihre Bewertungs- und Sanierungsmethoden zu verbessern und zu erweitern. Des Weiteren hat er das  Engagement der Organisation über die Bekleidungs- und Schuhindustrie hinaus auf Bereiche wie Elektronik und Landwirtschaft ausgeweitet.
Seit 2015 wird die Organisation von Sharon Waxman geleitet, die vorher Vizepräsidentin der Rechtsabteilung des International Rescue Committee (IRC) war.